# 108e méridien ouest
En géographie, le 108e méridien ouest est le méridien joignant les points de la surface de la Terre dont la longitude est égale à 108° ouest.

## Géographie

### Dimensions
Comme tous les autres méridiens, la longueur du 108e méridien correspond à une demi-circonférence terrestre, soit 20 003,932 km. Au niveau de l'équateur, il est distant du méridien de Greenwich de 12 022 km,.
Avec le 72e méridien est, il forme un grand cercle passant par les pôles géographiques terrestres.

### Régions traversées
En commençant par le pôle Nord et descendant vers le sud au pôle Sud, Le 108e méridien ouest passe par:
| Coordonnées           | Pays, territoire ou mer   | Notes |
| --------------------- | ------------------------- | --- |
| 90° 00′ N, 108° 00′ O | Océan Arctique            | |
| 77° 43′ N, 108° 00′ O | Canal de Byam Martin (en) | |
| 76° 04′ N, 108° 00′ O | Canada                    | Nunavut — Île Melville |
| 74° 56′ N, 108° 00′ O | Canal de Parry            | Détroit du Vicomte-Melville |
| 73° 36′ N, 108° 00′ O | Canada                    | Nunavut — Île Kilian (en) |
| 73° 34′ N, 108° 00′ O | Canal de Parry            | Détroit du Vicomte-Melville |
| 73° 21′ N, 108° 00′ O | Canada                    | Nunavut — Île Victoria |
| 72° 42′ N, 108° 00′ O | Baie de Hadley (en)       | |
| 71° 41′ N, 108° 00′ O | Canada                    | Nunavut — Île Victoria |
| 68° 56′ N, 108° 00′ O | Détroit de Dease          | |
| 68° 38′ N, 108° 00′ O | Canada                    | Nunavut — le Kiillinnguyaq (continent) |
| 68° 07′ N, 108° 00′ O | Tariyunnuaq (en)          | |
| 67° 48′ N, 108° 00′ O | Canada                    | Nunavut — les Îles Barry (en), la Péninsule de Banks (en) (continent), l'Île Young (Nunavut) (en), et le continent Territoires du Nord-Ouest — à partir de 64° 43′ N, 108° 00′ O Saskatchewan — à partir de 60° 00′ N, 108° 00′ O, passe par le Lac Athabasca |
| 49° 00′ N, 108° 00′ O | États-Unis                | Montana Wyoming — à partir de 45° 00′ N, 108° 00′ O Colorado — à partir de 41° 00′ N, 108° 00′ O Nouveau-Mexique — à partir de 37° 00′ N, 108° 00′ O |
| 31° 47′ N, 108° 00′ O | Mexique                   | Chihuahua Sinaloa — à partir de 26° 55′ N, 108° 00′ O |
| 24° 39′ N, 108° 00′ O | Océan Pacifique           | |
| 60° 00′ S, 108° 00′ O | Océan Austral             | |
| 73° 52′ S, 108° 00′ O | Antarctique               | Liste des territoires non revendiqués |